# Plataforma Cívica
A Plataforma Cívica (em polonês/polaco: Platforma Obywatelska), mais conhecida pelo acrónimo PO, é um partido político polaco fundado por Maciej Płażyński e Donald Tusk, seu atual presidente, em 24 de janeiro de 2001 como uma dissidência do Solidariedade, antiga central sindical posteriormente convertida em partido político após a queda do regime comunista no país, e da União pela Liberdade, partido dissolvido em 2005.

## Histórico
Em 2001, logo em suas primeiras eleições legislativas, a PO foi o segundo partido mais votado, obtendo 12.68% dos votos válidos e elegendo 65 dos 460 deputados que compõem a Sejm, a câmara baixa da Assembleia Nacional da Polônia. Para a disputa dos 100 assentos do Senado, a câmara alta, em conjunto com outros cinco partidos, integrou a coalizão partidária Senado 2001, que elegeu 15 senadores, dos quais 2 eram filiados à PO.
Em 2005, pesquisas de intenção de voto conferiam ao partido uma preferência que oscilava entre 25% a 30% do eleitorado polaco. Entretanto, os resultados eleitorais obtidos nas eleições legislativas trouxeram um resultado aquém das expectativas, obtendo somente 24.14% dos votos válidos. Apesar de tal votação ter permitido à PO mais que dobrar sua bancada na Sejm e alcançar mais de 1/3 dos assentos no Senado, o partido foi novamente o segundo mais votado, tendo sido superado pelo Lei e Justiça (PiS), partido nacionalista e conservador que também havia integrado a Senado 2001 no pleito anterior e que obteve 26.99% dos votos. Diante do fato de nenhum dos partidos políticos ter logrado alcançar a maioria absoluta, PO e PiS eram considerados os mais cotados a formar um novo governo de coalizão, porém ambos não chegaram a um acordo de governabilidade após a ocorrência de uma série de atritos políticos ocasionada por uma disputa bastante renhida entre seus candidatos na eleição presidencial de 2005, bem como pela exigência da PO em comandar todos os ministérios ligados às Forças Armadas Polacas. O PiS rechaçou a exigência e decidiu negociar com os partidos minoritários Autodefesa da República da Polônia (SRP) e Liga das Famílias Polonesas (LPR) para formar um governo de minoria, relegando a PO à oposição.
A coalizão governista liderada pelo PiS desfez-se em 2007 após a descoberta de um escândalo de corrupção envolvendo o então primeiro-ministro Andrzej Lepper e Tomasz Lipiec, ex-atleta e ministro dos Desportos à época. Diante disso, o então presidente da Polônia, Lech Kaczyński, dissolveu a Assembleia Nacional e convocou eleições legislativas antecipadas para aquele ano. Nelas, a PO obteve vitórias arrasadoras tanto para a Sejm quanto para o Senado, conquistando a maioria absoluta na segunda e ficando próxima de alcançar o mesmo patamar na primeira. Um acordo de governabilidade com o Partido Popular da Polônia (PSL) foi alcançado e um novo gabinete ministerial comandado por Donald Tusk chegou ao poder.
Para eleição presidencial de 2010, após o desastre aéreo de Smolensk que vitimou Kaczyński, Tusk decidiu por não apresentar candidatura ao pleito e a PO realizou primárias internas para escolher o seu candidato. Bronisław Komorowski venceu a disputa contra o ministro das Relações Exteriores, Radosław Sikorski, e obteve a indicação oficial do partido para o pleito. Komorowski acabaria por eleger-se para o cargo após derrotar Jarosław Kaczyński, candidato oficial do PiS e irmão gêmeo do presidente falecido, após obter 53.01% dos votos válidos no 2.º turno.
Em 2011, a PO foi novamente o partido mais votado nas eleições legislativas, conseguindo expandir ligeiramente sua bancada no Senado, de modo a compensar a diminuição discreta de sua bancada parlamentar na Sejm. Em meio ao seu segundo mandato consecutivo como primeiro-ministro, Donald Tusk elegeu-se deputado no Parlamento Europeu nas eleições europeias de 2014, vindo a tornar-se presidente da Comissão Europeia no mesmo ano. Com sua renúncia do cargo, Ewa Kopacz foi nomeada primeira-ministra e tornou-se a primeira mulher a chefiar o Poder Executivo na Polônia.
Em 2015, a PO amargou duas grandes derrotas eleitorais para o PiS. A primeira delas ocorreu na eleição presidencial de 2015 quando Komorowski perdeu sua reeleição ao cargo para Andrzej Duda em disputa decidida somente no 2.ºturno. Em uma disputa bastante renhida, o presidente em exercício obteve 48.45% dos votos contra 51.45% obtidos por Duda, que acabou eleito presidente da Polônia, posição que ocupa até os dias atuais.

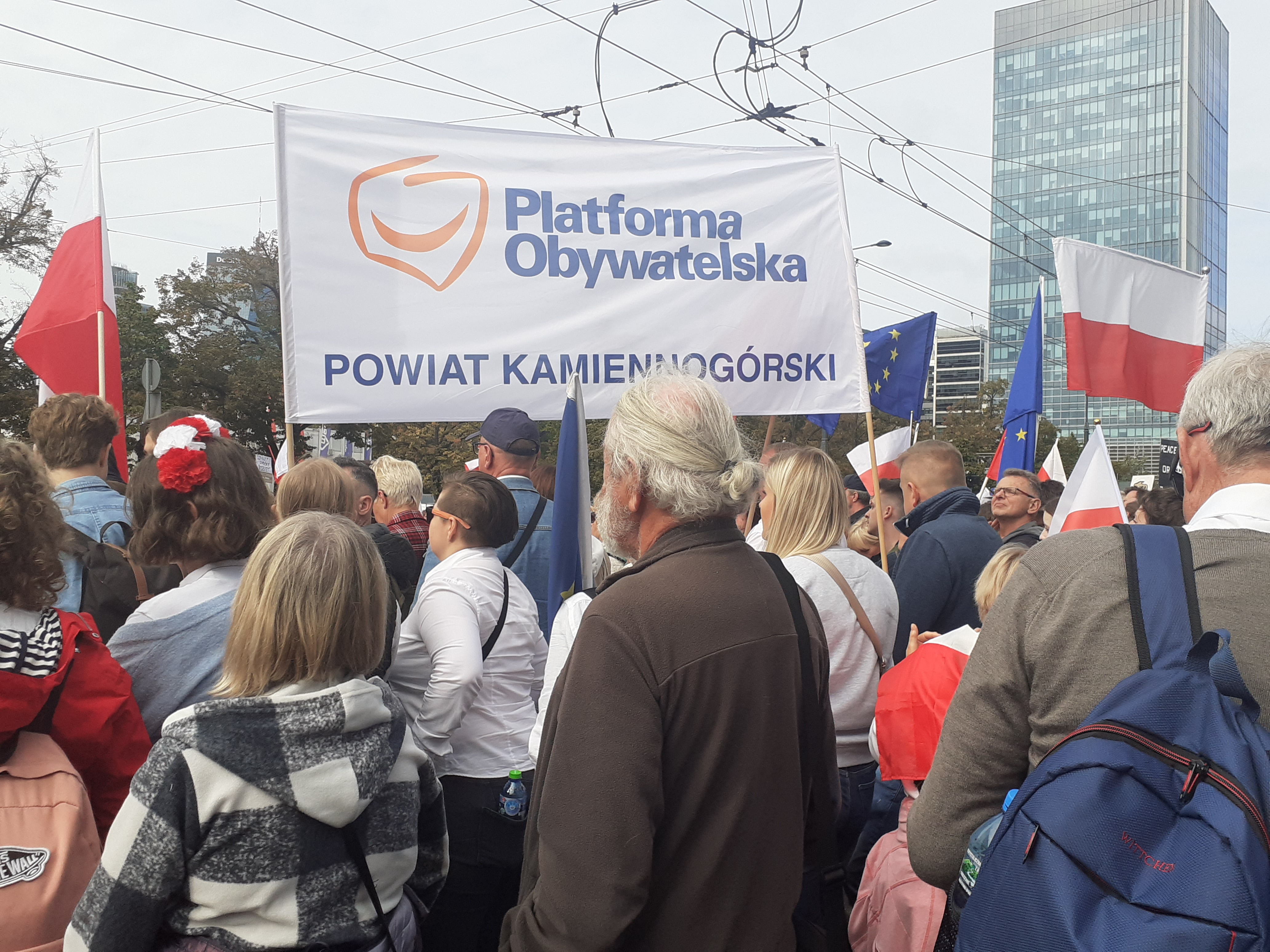
Plataforma Cívica

Já a segunda delas ocorreu nas eleições legislativas, nas quais o partido conquistou somente 24.09% dos votos válidos e viu suas bancadas parlamentares em ambas as casas legislativas minguarem consideravelmente ao eleger 65 deputados e 29 senadores a menos em comparação à 2011. Tal situação inviabilizou a continuidade do partido no poder, de modo que acabou relegado à oposição, situação que perdura até os dias atuais, visto que os resultados das eleições legislativas de 2019 praticamente mantiveram-se frente aos observados quatro anos antes. Atualmente, a PO é o principal partido de oposição ao governo conservador liderado inicialmente por Beata Szydio e atualmente por Mateusz Morawiecki.

## Resultados eleitorais

### Eleições legislativas
| Eleições | Sejm            | Sejm            | Sejm      | Sejm | Senado        | Senado      | Senado   | Senado | Situação |
| Eleições | Votos válidos   | %               | Assentos  | +/-  | Votos válidos | %           | Assentos | +/-    | Situação |
| -------- | --------------- | --------------- | --------- | ---- | ------------- | ----------- | -------- | ------ | -------- |
| 2001     | 1 651 099       | 12.68           | 65 / 460  | Novo | Senado 2001   | Senado 2001 | 2 / 100  | Novo   | Oposição |
| 2005     | 2 849 259       | 24.14           | 133 / 460 | 68   | 4 090 497     | 16.94       | 34 / 100 | 32     | Oposição |
| 2007     | 6 701 010       | 41.51           | 209 / 460 | 76   | 12 734 742    | 39.14       | 60 / 100 | 26     | Governo  |
| 2011     | Coalizão Cívica | Coalizão Cívica | 191 / 460 | 18   | 5 173 300     | 35.60       | 63 / 100 | 3      | Governo  |
| 2015     | Coalizão Cívica | Coalizão Cívica | 126 / 460 | 65   | 4 323 789     | 28.85       | 34 / 100 | 29     | Oposição |
| 2019     | Coalizão Cívica | Coalizão Cívica | 102 / 460 | 24   | 6 490 306     | 35.66       | 43 / 100 | 9      | Oposição |

### Eleições presidenciais
| Data | Candidato apoiado    | 1.º Turno | 1.º Turno | 1.º Turno   | 2.º Turno | 2.º Turno  | 2.º Turno   |
| Data | Candidato apoiado    | CI.       | Votos     | %           | CI.       | Votos      | %           |
| ---- | -------------------- | --------- | --------- | ----------- | --------- | ---------- | ----------- |
| 2005 | Donald Tusk          | 1.º       | 5 429 666 | 36,33 / 100 | 2.º       | 7 022 319  | 45,96 / 100 |
| 2010 | Bronisław Komorowski | 1.º       | 6 981 319 | 41,54 / 100 | 1.º       | 8 933 887  | 53,01 / 100 |
| 2015 | Bronisław Komorowski | 2.º       | 5 031 060 | 33,77 / 100 | 2.º       | 8 112 311  | 48,55 / 100 |
| 2020 | Rafał Trzaskowski    | 2.º       | 5 917 340 | 30,46 / 100 | 2.º       | 10 018 263 | 48,97 / 100 |

### Eleições europeias
| Data | CI.             | Votos           | %               | +/-             | Deputados | +/-  |
| ---- | --------------- | --------------- | --------------- | --------------- | --------- | ---- |
| 2004 | 1.º             | 1 467 775       | 24,1 / 100,0    | Novo            | 15 / 54   | Novo |
| 2009 | 1.º             | 3 271 852       | 44,4 / 100,0    | 20,3            | 25 / 50   | 10   |
| 2014 | 1.º             | 2 271 215       | 32,1 / 100,0    | 12,3            | 19 / 51   | 6    |
| 2019 | Coalizão Cívica | Coalizão Cívica | Coalizão Cívica | Coalizão Cívica | 14 / 51   | 5    |